# درس‌های فارسی
درس‌های فارسی (به انگلیسی: Persian Lessons) یک فیلم درام جنگی از وادیم پرلمان، محصول بلاروس، در سال ۲۰۲۰ است. این فیلم در همین سال از سوی بلاروس برای شرکت در جوایز اسکار ارائه شد.
این فیلم به‌عنوان فیلم بلاروس برای بهترین فیلم بلند بین‌المللی در نود و سومین دوره جوایز اسکار انتخاب شد. با این حال، این فیلم توسط آکادمی رد صلاحیت شد، زیرا اکثر افراد درگیر در ساخت فیلم از بلاروس نبودند.

## خلاصه داستان
داستان فیلم در زمان جنگ جهانی می‌گذرد. یک جوان بلژیکی یهودی در زمان یورش آلمانی‌ها و از بیم کشته شدن وانمود می‌کند ایرانی است و نامش رضا است. از او در اردوگاه خواسته می‌شود به سروان کلوس کوخ فارسی بیاموزد، زیرا آرزو دارد که پس از پایان جنگ در تهران یک رستوران باز کند؛ اما جوان از زبان فارسی هیچ نمی‌داند و شروع به ابداع کردن واژه‌ها می‌کند.

## مشروح داستان
برای اینکه مانند دیگر یهودیان حاضر در کامیون که در حال عبور از فرانسه بودند تیرباران نشود، «ژیل»، یک یهودی بلژیکی که به زبان‌های فرانسوی و آلمانی مسلط است، به سربازان آلمانی می‌گوید که ایرانی است، چراکه به‌تازگی یک کتاب فارسی به دست آورده، هرچند هیچ دانشی از زبان فارسی ندارد. او را به یکی از اردوگاه‌های کار اجباری نازی‌ها منتقل می‌کنند، جایی که «کُخ»، معاون فرمانده اردوگاه، از او می‌خواهد زبان فارسی را به او آموزش دهد. ژیل که خود را «رضا جون» معرفی می‌کند، در آشپزخانه اردوگاه برای کخ کار می‌کند و واژه‌هایی جعلی را به‌عنوان فارسی اختراع می‌کند تا او را فریب دهد و زنده بماند.
کخ امیدوار است طی دو سال ۲۰۰۰ واژه یاد بگیرد. او قصد دارد پس از پایان جنگ جهانی دوم به تهران سفر کند و رستورانی راه بیندازد. فرمانده بخش، «ماکس»، به کخ هشدار می‌دهد که رضا دروغ می‌گوید و ایرانی نیست.
کخ رضا را آزمایش می‌کند و از او می‌خواهد ۴۰ واژه را بدون مداد ترجمه کند و بعدتر برای نوشتن آن‌ها به دفتر او بیاید. این مأموریت ناممکن به نظر می‌رسد، بنابراین رضا هنگام بیرون بردن زباله از آشپزخانه، از اردوگاه فرار می‌کند، اما در جنگل با مردی فرانسوی روبه‌رو می‌شود که به او توصیه می‌کند برگردد و او نیز بازمی‌گردد. کخ از رضا می‌خواهد فهرست زندانیان تازه‌وارد را به‌دقت در دفتری بنویسد و نام‌هایی که خط خورده‌اند (به‌دلیل مرگ در مسیر) را حذف کند. رضا راهی برای استفاده از این دفتر به‌عنوان یادسپار برای به خاطر سپردن ۴۰ واژهٔ ساختگی «فارسی» پیدا می‌کند؛ او بخش‌هایی از نام مردگان را به‌صورت رمزی به‌خاطر می‌سپارد. این روش کارساز است و او می‌تواند بدون فهرست، همهٔ واژه‌ها را بازگو کند، چرا که دفتر را پیش روی خود دارد.
رضا زمانی که سهواً یک واژه را با دو معنی مختلف به کار می‌برد، توسط کخ کتک می‌خورد و به کار اجباری در شکستن سنگ محکوم می‌شود. او در حین کار بی‌هوش می‌شود و به بیمارستان اردوگاه منتقل می‌گردد.
افسران دیگر از رفتار کخ شکایت دارند و خواهان بازگشت «الزا»، یکی از نگهبانان زن، به سمت دفترداری می‌شوند. در زمانی که رضا به مزرعه‌ای فرستاده می‌شود تا کار کند، الزا دفترداری را به‌عهده می‌گیرد. کخ باید رفتار خود را برای «فرمانده بایر» توضیح دهد. او می‌گوید می‌داند چه کسی شایعه کرده که فرمانده آلت کوچکی دارد. بایر که گمان می‌کند این شایعه‌سازی کار الزاست، او را به جبههٔ روسیه می‌فرستد.
رضا به یک مرد ناشنوای ایتالیایی که قبلاً کتک خورده بود غذا می‌دهد. برادر سپاسگزار او قول می‌دهد که از رضا محافظت کند. ماکس یک زندانی را پیدا می‌کند که احتمال دارد حقیقت هویت رضا را فاش کند، اما برادر ایتالیایی آن زندانی را می‌کشد و خودش نیز به‌دست ماکس کشته می‌شود.
کخ درمی‌یابد که رضا در گروهی از زندانیان است که به ایستگاه قطار برده می‌شوند تا به اردوگاه مرگ منتقل شوند. او شتابان برای نجات رضا می‌شتابد. اندکی بعد، فرمانده بایر با خبر می‌شود که ارتش آمریکا در حال نزدیک شدن است و دستور می‌دهد همهٔ اسناد نابود شوند و باقی‌ماندهٔ زندانیان نیز اعدام گردند. کخ رضا را شخصاً از اردوگاه بیرون می‌برد و ماکس این موضوع را به بایر گزارش می‌دهد، اما بایر اهمیتی نمی‌دهد و ماکس را مرخص می‌کند.
در اعماق جنگل، کخ رضا را آزاد می‌کند و قصد دارد به‌تنهایی به ایران سفر کند. اما در تهران، مأموران گمرک زبان او را نمی‌فهمند و وی را دستگیر می‌کنند.
ژیل موفق می‌شود به خطوط آمریکایی بگریزد. افسران از او دربارهٔ اردوگاه می‌پرسند و او نام کامل ۲۸۴۰ نفر را بازگو می‌کند – نام‌هایی که از روی دفتر اردوگاه به حافظه سپرده بود.